# Milo Manara
Milo Manara, redução do nome original Maurilio Manara (Luson, 13 de setembro de 1945), é um desenhista italiano mais conhecido pela vertente erótica da sua obra.

## Biografia
Manara nasceu em Luson. Depois de estudar arquitetura e pintura, estreou no mundo dos quadrinhos em 1969 com a obra Genius um conto noir sensual e sombrio na linha de HQ’s como Kriminal e Satanik. Trabalhou para publicações menores (Jolanda, revista de arte soft core, e a  revista satírica Telerompo) até ter sido convidado pelo "Il Corriere dei Ragazzi” para trabalhar com escritor Mino Milani. A primeira história dos dois chamava-se "HP e Giuseppe Bergman", de 1983. A sigla "HP" é a abreviação do nome de um grande amigo deles, o artista e caricaturista italiano Hugo Pratt. Bergman havia sido criado por Manara cinco anos antes, para a revista francesa “À Suivre”.
Os quadrinhos de Manara geralmente giram em torno de mulheres elegantes, bonitas expostas a cenários e enredos eróticos improváveis e fantásticos. Em alguns de seus livros mais famosos estão os contos "Il Gioco" (1983, em quatro partes, de "Click!"), sobre um dispositivo que deixava as mulheres incontrolavelmente excitadas, e "Il Profumo dell'invisibile " (de 1986, em Butterscotch), sobre a invenção de uma tinta que deixava seu portador invisível.
Um dos seus trabalhos mais aclamados foi justamente em colaboração com Hugo Pratt, The Ape, para a Heavy Metal revista cult do início dos anos 1980, que reconta a história de Sun Wukong, o deus-macaco da mitologia chinesa - com humor, arte sensual e uma série de críticas políticas.
O estilo de Manara favorece linhas mais simples e limpas para mulheres – que são muito  voluptuosas, diga-se de passagem - e reservam traços mais complexos para seus monstros ou outros elementos sobrenaturais. Como o seu compatriota Tinto Brass, tem uma evidente fixação por mulheres com bumbuns firmes e bonitos, quadris largos e semblante angelical.
Muitos de seus quadrinhos contêm temas como bondage, sadismo, e voyeurismo, coisas sobrenaturais, e a tensão sexual sob diversos aspectos da sociedade italiana. Os seus trabalhos são bem esclarecidos e explícitos. O talento de Manara criou ao longo do tempo um clima de assombro e êxtase, e onde quer que esteja é celebrado e homenageado por fãs, e, devido a muitas de suas incursões aos quadrinhos mais “tradicionais”, também é extremamente reverenciado pela mídia popular ou especializada.
O seu trabalho atingiu o público no continente americano em grande parte por seus trabalhos expostos na revista Heavy Metal. Curiosamente, Manara é menos popular na Itália que na França, onde é considerado um dos quadrinistas mais importantes do mundo.
Em Julho de 2006, Manara desenhou um capacete para Valentino Rossi, feito especialmente para o Grande Prêmio da Itália, em Mugello. Valentino Rossi declarou que “Milo Manara desenhou histórias que se tornaram parte da mitologia da minha vida, seus quadrinhos e alguns dos meus heróis como Steve McQueen, Enzo Ferrari, Jim Morrison, e outros como o meu cão Guido, fora suas muitas e lindas mulheres! Realmente gosto do Milo, e é uma pessoa que irei admirar por muito tempo”.
Em 2015, aconteceu o lançamento mundial de sua biografia em quadrinhos do pintor Caravaggio  .